# 田中一光
田中 一光（たなか いっこう、1930年1月13日 - 2002年1月10日）は、日本のグラフィックデザイナー。奈良県奈良市出身。本名は同じ表記で、読みは「たなか かずあき」。
昭和期を代表するグラフィックデザイナーの一人として活躍した。グラフィックデザイン、広告の他、デザイナーとして日本のデザイン界、デザイナーたちに大きな影響を与えた。特にセゾングループのクリエイティブディレクターとして、セゾン文化の裏方を担った。
自身の作風は琳派に大きな影響を受けており、間接的ながら琳派の作風を現代（1970年代以降2020年現在に至るまで）に広め紹介することとなった。

## 略歴
- 1930年（昭和05年） - 誕生[4]
- 1950年（昭和25年） - 京都市立美術専門学校（現：京都市立芸術大学）卒業後[2][1]、鐘淵紡績入社[4]
- 1952年（昭和27年） - 産経新聞社大阪本社入社[4]。桑沢デザイン塾講師
- 1953年（昭和28年） - 日本宣伝美術会会員となる
- 1957年（昭和32年） - 株式会社ライトパブリシティ入社[1][2][4]
- 1959年（昭和34年） - 日宣美展会員賞
- 1960年（昭和35年） - 日本デザインセンター創立に参加[1][4]。東京アートディレクターズクラブ(東京ADC) 金賞[2]
- 1963年（昭和38年） - 独立し田中一光デザイン室主宰[1][2][4]
- 1967年（昭和42年） - AGI 国際グラフィック連盟会員となる
- 1968年（昭和43年） - 日本万国博覧会政府館1号館展示設計責任者に任命される
- 1973年（昭和48年） - 西武流通グループ（セゾングループ）のクリエイティブディレクターに就任[5]
- 1980年（昭和55年） - 芸術選奨新人賞、西友のPB・「無印良品」のアートディレクターに就任[5][1]
- 1986年（昭和61年） - ニューヨークADC 金賞、銀座セゾン劇場のアートディレクターに就任
- 1991年（平成03年） - 日本文化デザイン大賞
- 1994年（平成06年） - ニューヨークADC 殿堂入り　紫綬褒章受章
- 1998年（平成10年） - 東京ADC グランプリ　1997年度朝日賞
- 2000年（平成12年） - 文化功労者顕彰
- 2002年（平成14年） - 急性心不全のため死去（71歳没）

## 受賞・栄典
- 1959年 日本宣伝美術会会員賞[2]
- 1966年 毎日産業デザイン賞[4]
- 1968年 ワルシャワ国際ポスタービエンナーレ銀賞[2]
- 1973年 毎日産業デザイン賞、講談社出版文化賞ブックデザイン賞[2]
- 1980年 芸術選奨新人賞
- 1986年 ニューヨークADC金賞、東京ADC会員最高賞
- 1988年 毎日芸術賞 [1]
- 1991年 日本文化デザイン大賞
- 1994年 紫綬褒章
- 1997年 朝日賞[6][1]
- 1999年 東京TDC会員金賞、亀倉雄策賞
- 2000年 文化功労者[1]

## 主な仕事

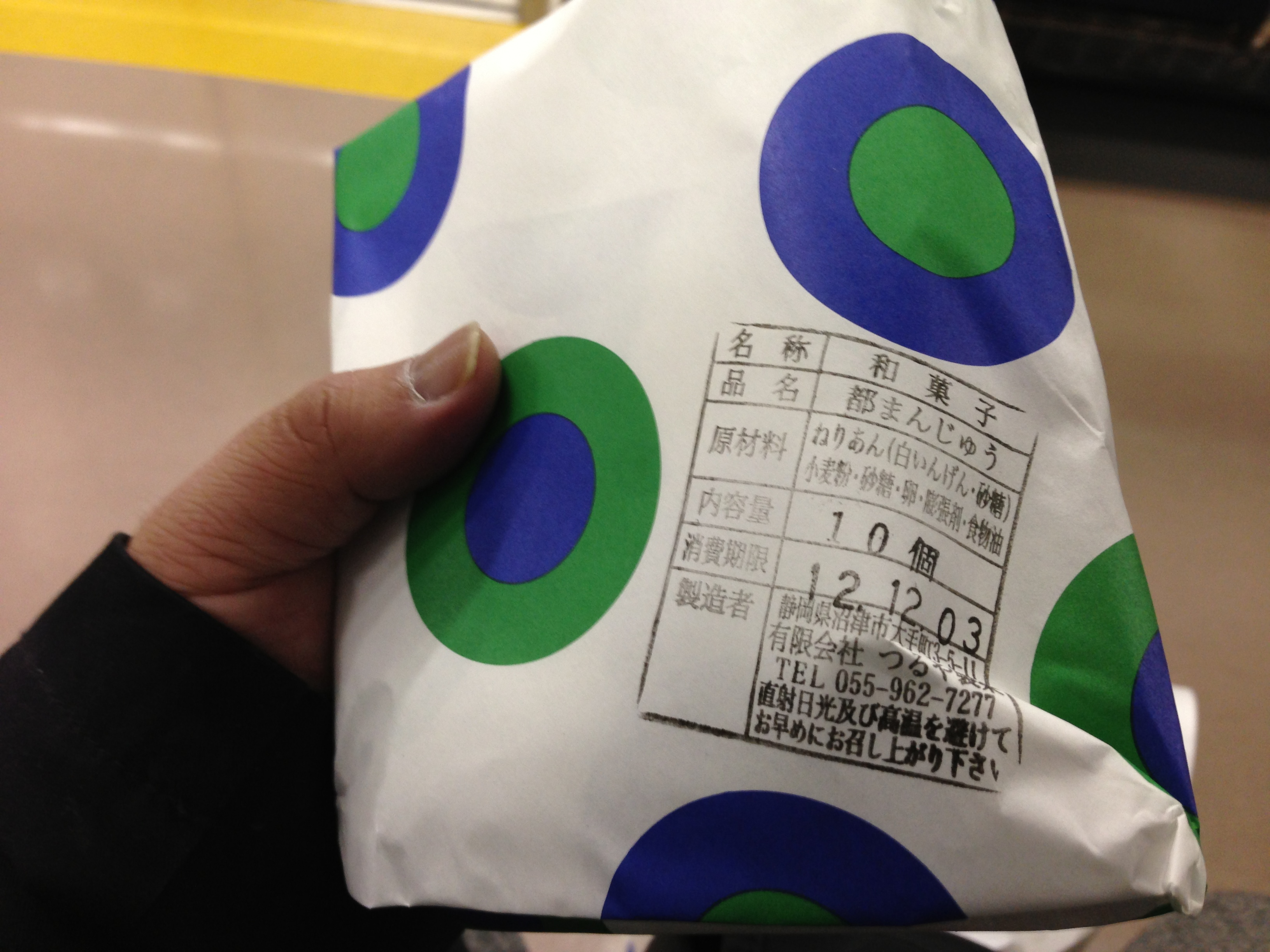
西武百貨店の包装紙（2012年撮影）

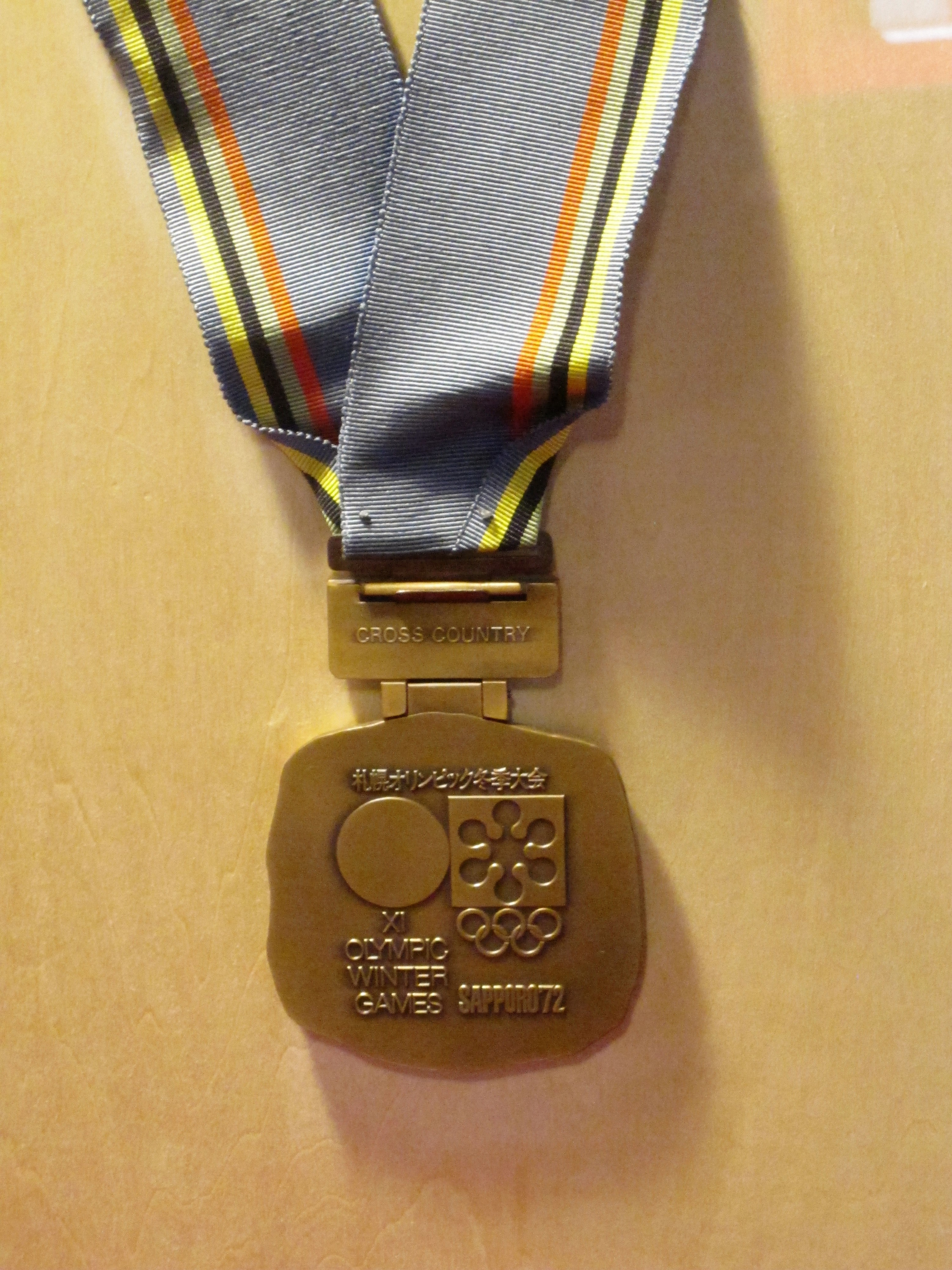
1972年札幌オリンピック入賞メダル（銅）背面

- 産経観世能（1954年 - 1983?年) [7][4]
- 旧館林市庁舎・色彩計画（1963年）[8]
- たばこ「ロングピース」・パッケージデザイン（1964年）[9]
- 夏季オリンピック：東京大会・参加メダル背面[10][11]、施設シンボルデザイン（1964年）
- 冬季オリンピック：札幌大会・入賞メダル背面、参加招待状デザイン（1970年）
- 協同乳業（1965年）、共同石油（1966年）、東京銀行（1967年）シンボルマーク[4]
- 日本万国博覧会政府館1号館、展示設計（1968年 - 1970年）[1]
- 石丸電気・シンボルマーク（1971年 - 2009年）[12]
- 日本の選択：毎日新聞社（1973年）
- 西武美術館・アートディレクション（1975年 - 1986年）
- なんばCITY・プロデュース（1978年）
- イッセイ・ミヤケ・ブランドマーク（1979年）
- ジャパン・スタイル展（1980年）
- 無印良品・トータルデザイン（1980年）[1]
- セゾンカード・ロゴデザイン（1983年）[13]
- IBC岩手放送・CI（1985年）
- 国際科学技術博覧会（つくば万博）・シンボルマーク（1985年）
- フーガ（鶴見駅西口に存在するビル）・ネーミングとロゴ（1985年）[注 1][14]
- ギンザグラフィックギャラリー・シンボルマーク（1986年）
- ロフト・シンボルマーク（1987年）
- 田中一光　デザインのクロスロード展（1987年）
- 海遊館・シンボルロゴ（1989年）
- ホテル・イル・パラッツォ　ビジュアル・トータルデザイン（1989年）
- 奈良テレビ放送・CI（1989年）
- チューリップテレビ・シンボルロゴ（1990年）
- ギャラリー・間（1990年）
- 三宅一生展（1990年・1992年・2000年）
- 大阪大学　校章デザイン（1991年）
- 「東京フロンティア」国際シンボルマーク　コンペ第一位（1992年）
- 新東京国際空港第二旅客ターミナルビル・壁画デザイン（1992年）
- STOP AIDS（1993年）
- ベニス・ビエンナーレ日本館（1995年）
- 写楽二百年（1995年）
- 大阪新聞・題字（1995年 - 2002年）
- レストラン・マッカリーナ：北海道真狩村（1997年）
- サルヴァトーレ・フェラガモ展・グラフィックデザイン（1998年）
- 拓殖大学・VI（2000年）

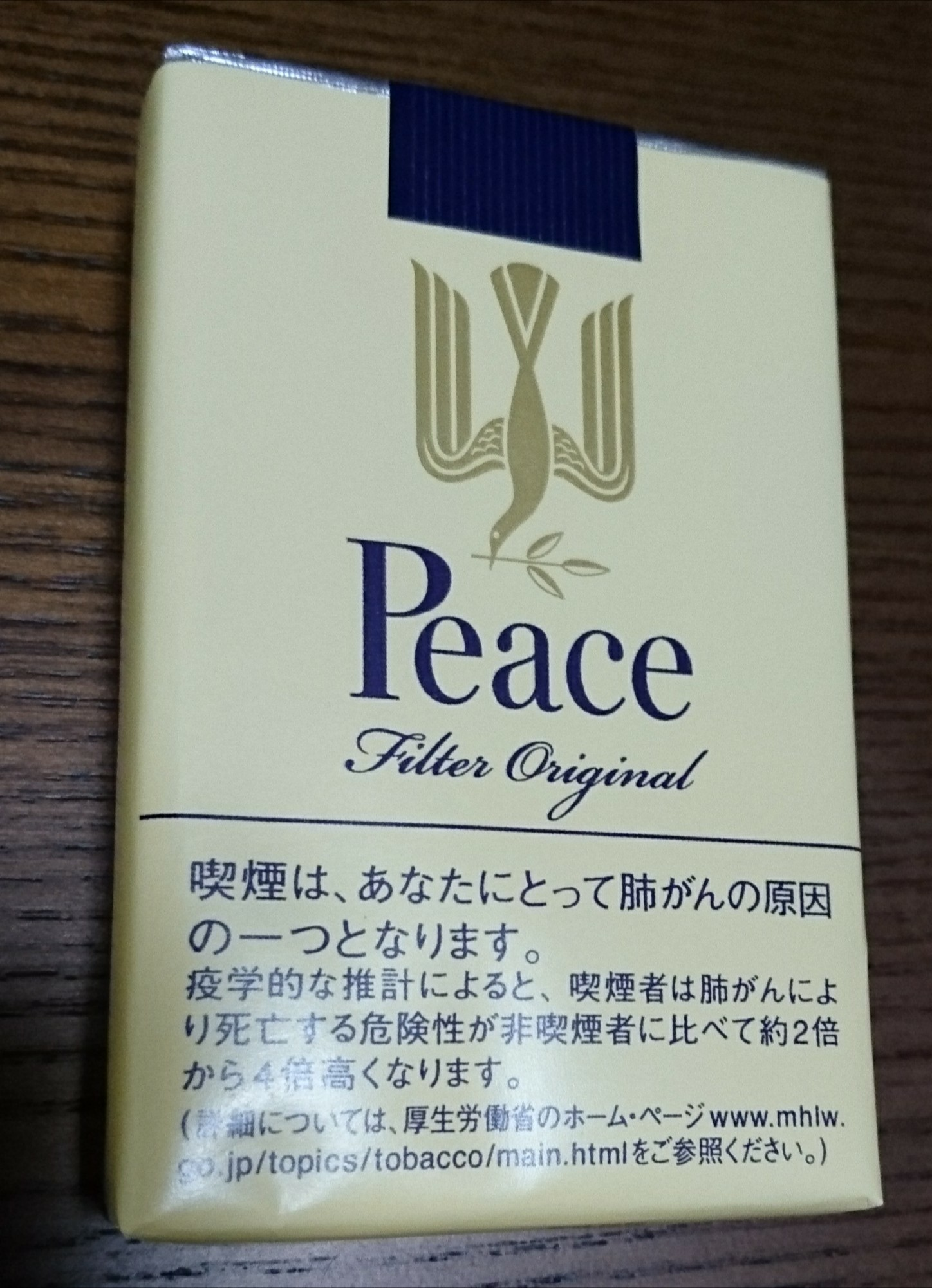
ロングピース
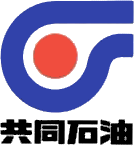
共同石油
東京銀行
国際科学技術博覧会
ロフト (雑貨店)
チューリップテレビ
大阪大学
拓殖大学
東京造形大学
セゾンカード

## 著書
- 『デザインの周辺』 白水社、ISBN 978-4560039427
- 『デザインの仕事机から』 白水社、ISBN 978-4560039434
- 『デザインの前後左右』 白水社、978-4560038611
- 『田中一光自伝 われらデザインの時代』 白水社、ISBN 978-4560073704
- 『デザインと行く』白水社、978-4560073391
- 『伝統と今日のデザイン』トランスアート、ISBN 978-4924956889

## 展覧会
- 『田中一光回顧展 -われらデザインの時代-』[注 2] - 東京都現代美術館、2003年6月21日（土） - 2003年8月31日（日）

## 関連人物
- 亀倉雄策
- 早川良雄
- 永井一正
- 伊坂芳太良
- 吉原治良
- 横尾忠則
- 原弘
- 福田繁雄
- 原田維夫
- 片山利弘
- 宇野亜喜良
- 浅葉克己
- 岡本滋夫
- 小池一子

田中一光デザイン室出身のデザイナー
- 太田徹也
- 坪内祝義
- 木下勝弘
- 秋田寛
- 廣村正彰
- 松吉太郎
- 小島利之